# Лабе (регион)
Вижте пояснителната страница за други значения на Лабе.
Лабѐ (на френски: Région de Labé) е регион в Северна Гвинея. Площта му е 22 869 км2, а населението, по преброяване от март 2014 г., е 994 458 души. Граничи със съседните на Гвинея страни Сенегал и Мали. Столицата на региона е град Лабе, с население от близо 60 000 души (2006 г.). Регион Лабе е разделен на 5 префектури – Кубия, Лабе, Лелума, Мали и Тугуе.
Лабе е разположен в централната северна част на страната, на северните склонове на Контикайските планини. Климатът е горещ през цялата година поради горещите ветрове мистрал от Сахара (наричани тук „калебеле“ – „огнен дъх“). Ветровете са изпълнени със ситен пясък, който се насипва по улиците на градовете селата и е почти невъзможно да се изчисти, въпреки модерната и развита инфраструктура на района. През Лабе преминават 3 магистрали към столицата Конакри и съседните Кот д'Ивоар и Либерия – L1, L2 и L3. Освен магистралите има и добре развита и гъста мрежа от първостепенни асфалтови пътища. Лабе е населено основно от етноса фулбе.